# Глезер, Александр Давидович
Алекса́ндр Дави́дович Гле́зер (10 марта 1934, Баку, ЗСФСР, СССР — 4 июня 2016, Париж, Франция) — писатель, поэт и журналист, издатель, коллекционер. Один из организаторов «Бульдозерной выставки» в Москве (1974).

## Биография
Проживал в Уфе. Окончил инженерно-экономический факультет Московского нефтяного института, работал инженером. С 1961 года занимался литературной работой, перевёл 7 книг грузинских поэтов. Одновременно активно участвовал в жизни неофициального искусства, собирая коллекцию современной живописи. Несколько раз пытался организовать выставки художников-авангардистов, однако все они разгонялись милицией и КГБ.
Участвовал в организации знаменитой «Бульдозерной выставки» (1974), после её разгона, в феврале 1975 года, был изгнан за границу. Выехал во Францию, куда смог вывезти лишь незначительную часть (80 из 500 картин) своей коллекции, оставшиеся потом переправлялись художниками по дипломатическим каналам.
В 1976 году в Монжероне под Парижем основал Музей современного русского искусства в изгнании (впоследствии вместе с собранием работ переехал в Нью-Джерси, США).
Активно занимался выставочной и издательской деятельностью. Основал издательство «Третья волна», в котором выходил одноимённый альманах (19 номеров в 1976—1986 гг.) и журнал «Стрелец» (с 1984 г.). Составил вместе с С. Петрунисом антологию «Русские поэты на Западе» (1986). Автор нескольких мемуарно-публицистических книг о современном русском искусстве.
С 1994 года публиковался и выступал в России; частично перенёс в Москву работу издательства «Третья волна», выпустив книги Иосифа Бродского, Генриха Сапгира, Игоря Холина, Владимира Уфлянда, Валерии Нарбиковой, Виктора Ерофеева, Евгения Рейна, Анатолия Кудрявицкого, Сергея Юрьенена, Аси Шнейдерман и других авторов.
В 1994 году Глезер организовал в картинной галерее «Беляево» в Москве выставку, на которой были представлены некоторые работы художников 1970-х годов, которые уцелели во время разгона «Бульдозерной выставки».
Начиная с конца 90-х несколько лет жил в Нью-Джерси и Париже, потом исключительно в Париже, где и скончался 4 июня 2016 года. Похороны состоялись 8 июня на кладбище Сент-Женевьев-де-Буа.

## Труды
Книги стихов:
- Добрые снега. — М.: Молодая гвардия, 1965.
- Ностальгия. — Монжерон, 1977.
- Неверный март: Стихи. — Париж—Нью-Йорк: Третья волна, 1980.
- Миражи: Стихи и венок сонетов. — Париж: Альбатрос, 1989.
- Полдень в полночь. — Нью-Йорк, 1980.
- Вернуться в Россию: Избранные стихи и переводы. / Предисловие Л.Озерова. — М.: Московский рабочий, 1994., 142 с., 5 000 экз.

Книги об искусстве:
- Искусство под бульдозером. — Лондон, OPI, 1977.
- Русские художники на Западе. — Париж—Нью-Йорк: Третья волна, 1986., 280 с.
- Русские художники на Западе. — М., Знание, 1991
- Человек с двойным дном. — Париж—Нью-Йорк: Третья волна, 1979;
- Человек с двойным дном. — М.: Московский рабочий, Третья волна; 1994.
- Unofficial Art from Soviet Union. — London, 1977 (совместно с И. Голомштоком).
- Soviet Art in Exile. — New-York, 1978 (совместно с И. Голомштоком).